# Бениша (Калифорнија)
Бениша (енгл. Benicia) град је у америчкој савезној држави Калифорнија. По попису становништва из 2010. у њему је живело 26.997 становника.

## Демографија
Према попису становништва из 2010. у граду је живело 26.997 становника, што је 132 (0,5%) становника више него 2000. године.
| Група             | 2000.          | 2010.          |
| Белци             | 19.853 (73,9%) | 17.835 (66,1%) |
| Афроамериканци    | 1.295 (4,8%)   | 1.510 (5,6%)   |
| Азијати           | 2.031 (7,6%)   | 2.989 (11,1%)  |
| Хиспаноамериканци | 2.424 (9,0%)   | 3.248 (12,0%)  |
| Укупно            | 26.865         | 26.997         |